# Феннін (округ, Джорджія)
Шаблон:StateAbbr_ 34°52′ пн. ш. 84°19′ зх. д. / 34.86° пн. ш. 84.32° зх. д.
Округ  Феннін (англ. Fannin County) — округ (графство) у штаті  Джорджія, США. Ідентифікатор округу 13111.

## Історія
Округ утворений 1854 року.

## Демографія
За даними перепису 
2000 року 
загальне населення округу становило 19798 осіб, усе сільське.
Серед мешканців округу чоловіків було 9566, а жінок — 10232. В окрузі було 8369 домогосподарств, 6011 родин, які мешкали в 11134 будинках.
Середній розмір родини становив 2,8.
Віковий розподіл населення поданий у таблиці:
| Стать    | До 15 років | 15-21 | 22-29 | 30-39 | 40-49 | 50-65 | 65-85 | Понад 85 |
| -------- | ----------- | ----- | ----- | ----- | ----- | ----- | ----- | -------- |
| Чоловіки | 1739        | 808   | 803   | 1187  | 1383  | 2014  | 1527  | 105      |
| Жінки    | 1667        | 755   | 817   | 1280  | 1471  | 2108  | 1884  | 250      |

## Суміжні округи
- Черокі, Північна Кароліна - північний схід
- Юніон — схід
- Лампкін — південний схід
- Доусон — південний схід
- Гілмер — південний захід
- Маррей — захід
- Полк, Теннессі — північний захід

## Виноски
1. ↑  U.S. Decennial Census. United States Census Bureau. Архів оригіналу за 26 квітня 2015. Процитовано 22 червня 2014.
2. ↑  Historical Census Browser. University of Virginia Library. Архів оригіналу за 11 серпня 2012. Процитовано 22 червня 2014.
3. ↑  Population of Counties by Decennial Census: 1900 to 1990. United States Census Bureau. Процитовано 22 червня 2014.
4. ↑  Census 2000 PHC-T-4. Ranking Tables for Counties: 1990 and 2000 (PDF). United States Census Bureau. Процитовано 22 червня 2014.
5. ↑  State & County QuickFacts. United States Census Bureau. Архів оригіналу за 7 червня 2011. Процитовано 15 лютого 2014. [Архівовано 2011-07-28 у Wayback Machine.](англ.) Наведено за англійською вікіпедією.
6. ↑  American FactFinder. Бюро перепису населення США. Архів оригіналу за 26 лютого 2012. Процитовано 31 січня 2008. [Архівовано 2008-05-21 у Wayback Machine.]

| США | Це незавершена стаття з географії США. Ви можете допомогти проєкту, виправивши або дописавши її. |